# Joe Greene
Charles Edward Greene (24 de setembro de 1946), conhecido como "Mean" Joe Greene,  é um ex-jogador de futebol americano que atuava na posição de defensive tackle pelo Pittsburgh Steelers da National Football League (NFL), de 1969 até 1981. Dono de dois prêmios de Defensor do Ano, nomeado seis vezes first-team All-Pro e com dez aparições no Pro Bowl, Greene é considerado um dos melhores jogadores de linha defensiva na história da NFL. Ele era notável por sua habilidade de comando, competitividade e estilo intimidador de jogar, algo que lhe rendeu seu apelido "Mean" ("Malvado").
Nascido e criado em Temple, Texas, no sul dos Estados Unidos, Greene estudou na Universidade Estadual do Norte do Texas, onde ele ganhou honras de All-America e várias outras premiações. Ele foi draftado pelos Steelers na primeira rodada do Draft de 1969 e já fez um impacto imediato no seu time, sendo nomeado Novato do Ano. É creditado a Joe Greene a fundação do sistema defensivo criado pelo treinador Chuck Noll que tornou o Pittsburgh Steelers em uma dinastia que ganhou quatro títulos de Super Bowl em seis anos. Ele era peça central da defesa conhecida como "Steel Curtain" ("Cortina de Ferro"), que foi uma das mais dominantes da história da NFL.
Ao longo de sua carreira, Joe Greene foi considerado um dos melhores jogadores de defesa da NFL, conhecido por sua habilidade de passar por cima das linhas ofensivas da maioria dos times. Seu colega Andy Russell chamou Greene de "sem dúvida o melhor jogador da liga nos anos 70". Ele é um membro do Hall da Fama da NFL e do futebol americano universitário e o número (#75) de sua camisa foi aposentada pelos Steelers. Greene também é conhecido por sua participação num comercial da Coca-Cola ("Hey Kid, Catch!"), que foi ao ar no intervalo Super Bowl XIV e sedimentou sua reputação como um "jogador duro de futebol americano que na verdade é um cara legal".